# 硫酸氧钛
硫酸氧钛（Titanyl sulfate），别名硫酸钛酰，化学式TiOSO4。分子量159.94。相对密度约1.47。

## 性质
白色或微黄色潮解粉末，溶于水，在热水中易水解，生成水合二氧化钛。
硫酸氧钛在溶液或晶体内不存在简单的钛酰离子TiO2+，而是以TiO2+聚合形成的锯齿状长链(TiO)n2n+形式存在。在晶体中这些长链彼此之间由SO42-连接起来。

## 制备
由偏钛酸与硫酸作用得到。
{\displaystyle {\rm {\ H_{2}TiO_{3}+H_{2}SO_{4}\rightarrow TiOSO_{4}+2H_{2}O}}}